# 卑街站
卑街站（英語：Bay Station）是一座多倫多地鐵布魯亞－丹佛線車站，坐落加拿大安大略省多倫多市中心卑街和布魯亞西街（Bloor Street West）的交界處附近，於1966年2月26日聯同該地鐵線的首期路段一起開幕。多倫多公車局（TTC）旗下的6號（現已更改編號為19號）卑街巴士線（Bay）駛經此站。

## 下層月台
卑街站現有布魯亞－丹佛線月台之下設有另一組月台，亦即已停用的卑街站下層月台（或）；此島式疊式月台設計是配合布魯亞－丹佛線通車後與央街－大學線共構運行的安排。在此安排下，多倫多地鐵系統共有三條路線，分別為央街－大學－丹佛線、央街－大學－布魯亞線和布魯亞－丹佛線；乘客若搭上正確列車的話，就無需轉車便可直接在任何兩個地鐵站之間通勤。卑街站的兩組月台則於1966年2月至9月兩線共構試行期間悉數使用。
然而，東行列車抵達卑街站時沒有固定的月台，可能在上層或下層月台停靠，令乘客無所適從。（同樣情況亦見於抵達聖佐治站的西行列車。）另外，共構安排下若任何路段出現列車誤點的話，誤點情況便會波及整個地鐵網絡。有見及此，在共構安排試行期過後，TTC決定將系統分拆成兩條獨立運行的路線（即布魯亞－丹佛線和央街－大學線）。卑街站下層月台亦因此從1966年9月起封閉，自此布魯亞－丹佛線列車只於上層月台停靠。
卑街站下層月台及其相連路軌仍保存至今，現時被TTC作車長訓練和列車調度等用途。此外，卑街站下層月台亦可租予攝製隊作拍攝電影和電視節目之用；曾在此取景的電影包括《獨領風潮》、《防彈武僧》和《新宇宙威龍》。TTC于多次活动中开放卑街站下層月台，比如2007年和2008年的多倫多全市開放日（Doors Open）開放供公眾參觀，2010年的白夜藝術展（Nuit Blanche）於此處設置展品以及2023年的万圣节活动。
- 卑街站下層月台在2007年多倫多全市開放日的狀況
- 2023年10月28日在万圣节活动中于卑街站下层月台拍摄的万圣节主题站台

## 外部連結
- 维基共享资源上的相關多媒體資源：卑街站
- （英文）TTC Bay Station（页面存档备份，存于）－多倫多公車局網站 卑街站頁面